# 조나스 브라더스
조나스 브라더스(영어: Jonas Brothers 조너스 브러더스[*])는 미국의 보이 밴드로 뉴저지주에서 탄생하였다. 밴드 구성원은 3명으로 모두 형제들이며 구성원으로는 케빈 조나스, 조 조나스와 닉 조나스가 있다. 그들의 장르는 팝과 락이다. 지금까지 1집 It's About Time을 2006년에, 2집 Jonas Brothers를 2007년에, 두 앨범을 발매하였고 2008년 8월 12일 3집 A Little Bit Longer, 2009년 Lines, Vines and Trying Times, 2010년 2월 2일 닉 조나스의 솔로 앨범인 Who I Am를 발매하였다.

## 음반 목록
- It's About Time (2006)
- Jonas Brothers (2007)
- A Little Bit Longer (2008)
- Lines, Vines and Trying Times (2009)
- Happiness Begins (2019)

## 출연 작품
- [Jonas] (드라마)
- [Camp Rock] (영화)
- [Camp Rock 2] (영화)
- [Jonas L.A.] (드라마)

## 수상 목록
2008년
- 틴 초이스 어워드 - Choice Music Breakout Group
- TMF 어워드 - 베스트 신인 아티스트상

2009년
- TMF 어워드 - 베스트 비디오상
- NME 어워드 - Worst Album, Worst Band
- 틴 초이스 어워드 - Choice TV Breakout Male